# Émile Oustalet
Jean-Frederic Émile Oustalet (Montbéliard, 24 agosto 1844 – Saint-Cast-le-Guildo, 23 ottobre 1905) è stato un ornitologo francese.
Nel 1900 è stato presidente del terzo Congresso ornitologico internazionale svoltosi a Parigi.
In sua memoria gli sono stati dedicati eponimi delle specie Anas oustaleti e Furcifer oustaleti.

## Pubblicazioni
- Émile Oustalet, Armand David, Les Oiseaux de la Chine, Parigi 1877, 2 vol.

| Oustalet è l'abbreviazione standard utilizzata per le specie animali descritte da Émile Oustalet. Categoria:Taxa classificati da Émile Oustalet |